# Thủ Dầu Một (provincie)

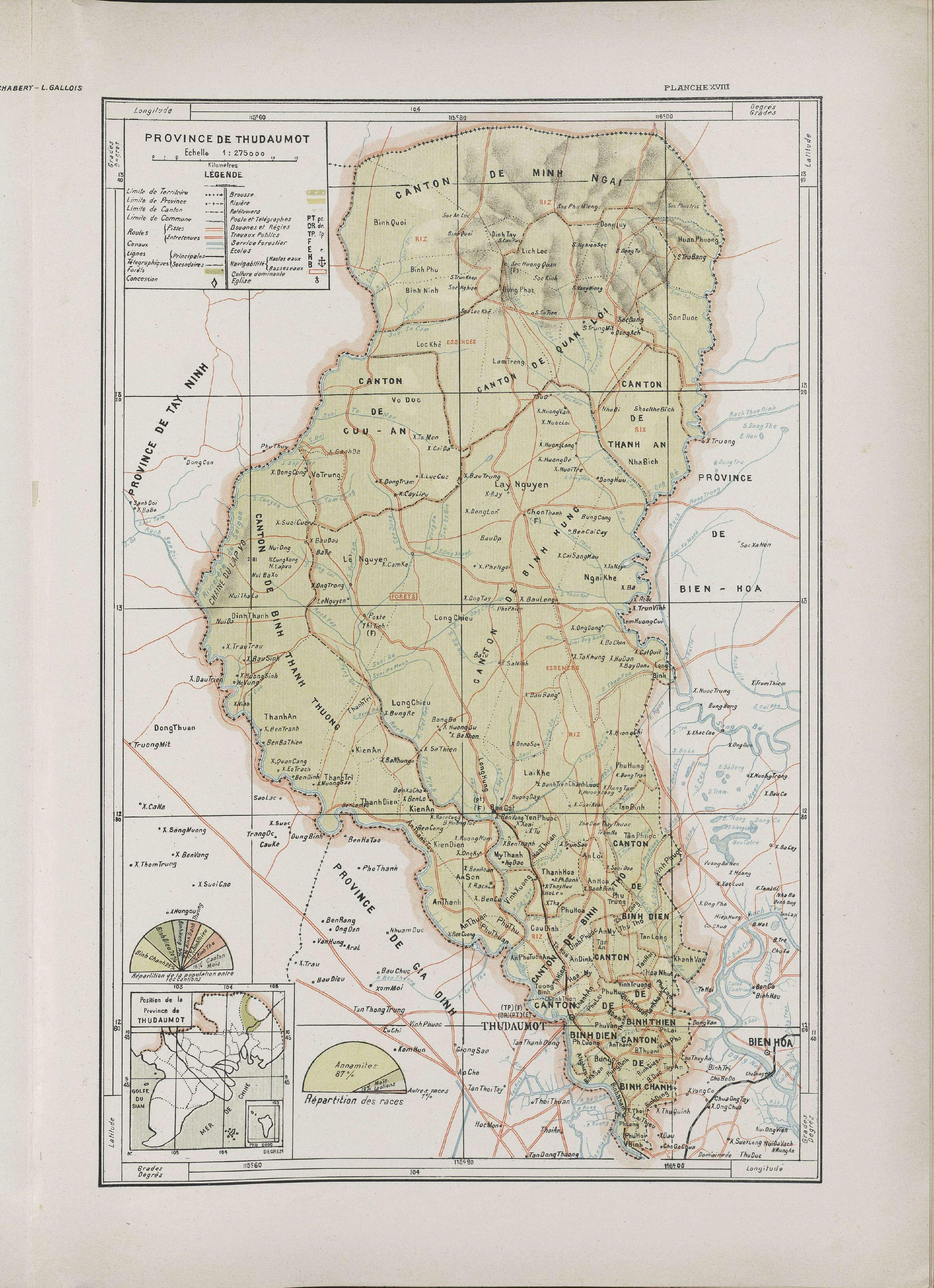
Thủ Dầu Một in 1909

Thủ Dầu Một is een voormalige provincie in het zuiden van wat tegenwoordig Vietnam is. De provincie is in december 1899 opgericht, nadat Biên Hòa weer een volwaardige provincie was. Biên Hòa was van 1876 een arrondissement van Frankrijk geworden. Bij de heroprichting van de provincie Biên Hòa werd Thủ Dầu Một van Biên Hòa gescheiden en werd een volwaardige provincie. De hoofdstad van Thủ Dầu Một was de stad Thủ Dầu Một.
De regering van Zuid-Vietnam splitste in oktober 1956 de provincie in Bình Dương, Bình Long en Bình Phước. De stad Thủ Dầu Một werd de hoofdstad van Bình Dương.